# Dutlwe
Dutlwe è un villaggio del Botswana situato nel distretto di Kweneng, sottodistretto di Kweneng West. Il villaggio, secondo il censimento del 2011, conta 1.055 abitanti.

## Località
Nel territorio del villaggio sono presenti le seguenti 44 località:
- Boagatshega di 5 abitanti,
- Boijane,
- Bojelo di 4 abitanti,
- Bosutelelo di 9 abitanti,
- Diphatlo,
- Dore di 7 abitanti,
- Ga Monthe di 3 abitanti,
- Gatsietso di 2 abitanti,
- Khane di 44 abitanti,
- Khekha di 4 abitanti,
- Khuze Pan di 10 abitanti,
- Khwikwi di 17 abitanti,
- Kwetla di 2 abitanti,
- Lebatse di 11 abitanti,
- Lokwakwe di 21 abitanti,
- Lolwaneng di 11 abitanti,
- Loze di 7 abitanti,
- Magwa di 5 abitanti,
- Maokomelo di 6 abitanti,
- Masokwane di 11 abitanti,
- Mmalawadipodi di 8 abitanti,
- Mokajane,
- Mokgaloolabile di 27 abitanti,
- Molalaphiri di 9 abitanti,
- Monong,
- Morabaneng/ Mothabaneng,
- Mosielele,
- Naka-tsa-Kgama di 2 abitanti,
- Nakalatlou,
- Ngwasehuruku di 12 abitanti,
- Nkhiu di 42 abitanti,
- Okwe di 8 abitanti,
- Pitsane di 34 abitanti,
- Polaseng di 2 abitanti,
- Sebabane Pan,
- Sekgwasatholo di 15 abitanti,
- Senthomole di 11 abitanti,
- Senyeletsang di 6 abitanti,
- Sesatlhong di 2 abitanti,
- Station di 7 abitanti,
- Thosi di 2 abitanti,
- Tshabamaburu di 4 abitanti,
- Tshwaragano di 12 abitanti,
- Ukhwa di 19 abitanti